# Crazy Stupid Silly Love
"Crazy Stupid Silly Love" é uma canção do grupo pop global Now United, lançada em 11 de agosto de 2019. A canção foi disponibilizada nas plataformas digitais em 23 de setembro de 2019. Conta com os vocais de Josh, Noah, Any, Diarra e Bailey.

## Videoclipe
O videoclipe foi gravado em Las Vegas, Nevada, durante a passagem do grupo pela Velocity Convention, tendo sido dirigido pelo coreógrafo do grupo, Kyle Hanagami. Essa foi a primeira canção do grupo a conter lines do integrante do Canadá, Josh, sendo o protagonista da música.

## Históricos de lançamentos
| Região | Data                   | Formato                    | Gravadora | Ref   |
| ------ | ---------------------- | -------------------------- | --------- | ----- |
| Mundo  | 23 de setembro de 2019 | download digital streaming | XIX       | [ 4 ] |